# Canthidium foveolatum
Canthidium foveolatum là một loài bọ cánh cứng trong họ Bọ hung (Scarabaeidae).